# Саломія з головою Іоанна Хрестителя (Караваджо, Мадрид)
Саломія з головою Іоанна Хрестителя (Мадрид), бл. 1609 — картина італійського художника Караваджо в королівському палаці у Мадриді.

## Історія
Ранній біограф Караваджо Джованні Беллорі, написавши в 1672 році, описує, як митець відправляє Саломію з головою Івана Хрестителя з Неаполя Великому Магістру Мальтійських Лицарів Фра Алофу де Віньякурту, в надії відновити прихильність після того, як він був виключений з ордену 1608 року. На думку дослідника Караваджо Джона Ґаша, цілком імовірно, що це і є той самий твір Караваджо. Гаш також зазначає, що кат, дивлячись на відрубану голову, допомагає перетворити картину «з провокаційного видовища на глибоку медитацію про смерть і людську злобу».